# Grand Prix de Plouay 2009
La 73e édition du Grand Prix de Plouay a eu lieu le 23 août 2009. Il s'agit de la dernière épreuve de l'UCI ProTour 2009 et de la 22e épreuve du Calendrier mondial UCI 2009. La victoire est revenue à l'Australien Simon Gerrans devant le vainqueur sortant Pierrick Fédrigo. L'équipe Cervélo TestTeam avait déjà remporté l'épreuve chez les féminines avec Emma Pooley.

## Parcours
Le Grand Prix de Plouay est organisé sur un circuit à parcourir 12 fois. La course est d'une longueur totale de 229,2 kilomètres à travers la ville de Plouay et la campagne environnante de la Bretagne.

## Équipes participantes et leaders
Les 18 équipes ProTour sont invitées sur cette course, ainsi que les deux équipes continentales professionnelles Cervélo TestTeam et Serramenti Diquigiovanni-Androni.
| N.      | Code | Équipe                           |
| ------- | ---- | -------------------------------- |
| 1-9     | BBO  | BBox Bouygues Telecom            |
| 11-19   | LAM  | Lampre-NGC                       |
| 21-29   | AST  | Astana                           |
| 31-39   | ALM  | AG2R La Mondiale                 |
| 41-49   | GCE  | Caisse d'Épargne                 |
| 51-59   | COF  | Cofidis                          |
| 61-69   | FDJ  | La Française des jeux            |
| 71-79   | KAT  | Team Katusha                     |
| 81-89   | EUS  | Euskaltel-Euskadi                |
| 91-99   | MRM  | Team Milram                      |
| 101-109 | THR  | Team Columbia-HTC                |
| 111-119 | GRM  | Garmin-Slipstream                |
| 121-129 | LIQ  | Liquigas                         |
| 131-139 | QST  | Quick Step                       |
| 141-149 | FUJ  | Fuji-Servetto                    |
| 151-159 | RAB  | Rabobank                         |
| 161-169 | SAX  | Team Saxo Bank                   |
| 171-179 | SIL  | Silence-Lotto                    |
| 181-189 | CTT  | Cervélo TestTeam                 |
| 191-199 | SDA  | Serramenti Diquigiovanni-Androni |

## Récit de la course
Après de nombreuses attaques tout au long de la course, c'est finalement un groupe composé de 5 coureurs qui se joue la victoire. L'Australien Simon Gerrans remporte le sprint et devance le vainqueur précédent Pierrick Fédrigo.

## Classement final
|    | Cycliste              | Pays       | Équipe                | Temps           | Points UCI |
| 1  | Simon Gerrans         | Australie  | Cervélo TestTeam      | 5 h 30 min 38 s | 80         |
| 2  | Pierrick Fédrigo      | France     | BBox Bouygues Telecom | m.t.            | 60         |
| 3  | Paul Martens          | Allemagne  | Rabobank              | m.t.            | 50         |
| 4  | Anthony Roux          | France     | La Française des jeux | m.t.            | 40         |
| 5  | Daniel Martin         | Irlande    | Garmin-Slipstream     | m.t.            | 30         |
| 6  | Luis León Sánchez     | Espagne    | Caisse d'Épargne      | m.t.            | 22         |
| 7  | Samuel Dumoulin       | France     | Cofidis               | m.t.            | 14         |
| 8  | Maxim Iglinskiy       | Kazakhstan | Astana                | m.t.            | 10         |
| 9  | Frédéric Guesdon      | France     | La Française des jeux | m.t.            | 6          |
| 10 | Jesús del Nero Montes | Espagne    | Fuji-Servetto         | m.t.            | 2          |